# Lecanora pruinosa
Lecanora pruinosa är en lavart som beskrevs av Chaub. Lecanora pruinosa ingår i släktet Lecanora och familjen Lecanoraceae.   Inga underarter finns listade i Catalogue of Life.